# Radio Clásica
Radio Clásica es una cadena de radio española de ámbito nacional adscrita a Radio Nacional de España y que forma parte de la corporación pública RTVE. Dirigida desde febrero de 2025 por Eva Sandoval Díez, los contenidos se centran fundamentalmente en la difusión de la música clásica, música de estilos minoritarios y programas culturales dedicados a la pedagogía, la literatura, el cine o la danza.

## Historia
Aunque en 1994 Radio Clásica adoptó su denominación actual anteriormente la cadena fue conocida por otros nombres. El embrión de la emisora se remonta a la frecuencia de RNE en FM, que dirigía Pepe Palau desde el nacimiento de la misma en marzo de 1957, y emitía 4 horas de programación musical de todos los géneros solo para Madrid en frecuencia modulada, ya que, por entonces, la programación musical se emitía por la FM. A partir del 19 de julio de 1959 emite en Barcelona y en 1960 en Valencia.
El 22 de noviembre de 1965, Día de Santa Cecilia, la emisora pasó a llamarse Segundo Programa de RNE denominación que mantuvo hasta 1981. En 1967 el Segundo Programa de RNE empezó a emitir programación conjuntamente con el Tercer Programa, posteriormente denominado Radio 3, emisora que había cambiado su anterior nombre de Programa Cultural de RNE en OM. Entre 1981 y 1988, la actual Radio Clásica adoptó el nombre de Radio 2 FM y, entre 1988 y 1994, el de Radio 2 Clásica
La emisora era el sonido de las cartas de ajuste de La 2, Canal Clásico y Cine Paraíso.
En 2006, la emisora recibió la Medalla de Oro al Mérito en las Bellas Artes del Ministerio de Cultura de España.
El 19 de febrero de 2011, con motivo de la retransmisión en directo de la ópera Don Pasquale desde el Metropolitan Opera House de Nueva York, se puso en marcha en TDT Radio Clásica HQ con alta calidad de 320 kb/s. En diciembre del mismo año se añadió un segundo canal de audio en sonido Dolby Digital Plus 5.1 con alta calidad a 320 kb/s que emite la programación compatible con este formato.
En la 3.ª de ola del EGM en 2021, Radio Clásica certifica 198.000 oyentes. Sus emisiones pueden escucharse en FM, DAB, TDT, DVB-S e Internet. 
En 2023, la emisora recibió el Premio Ondas 2023 en la categoría de "Trayectoria o mejor labor profesional".
Desde el viernes 21 de junio de 2024, coincidiendo con el Día Europeo de la Música, sus emisiones en el sistema DAB+ se amplían fuera de Madrid y Barcelona, junto con las señales de sus emisoras hermanas Radio Nacional, Radio 3 y Radio 5 (ver listado de frecuencias DAB/DAB+ más abajo). 

## Programación
Aunque el eje vertebrador de la programación es la música clásica cuenta con programas especializados en otros estilos de escasa difusión en radios comerciales como folclore, jazz, flamenco, zarzuela, ópera, fado o cancionero popular. Considerada una de las emisoras en su género más importantes y prestigiosas Radio Clásica colabora activamente con la Unión Europea de Radiodifusión formando parte del comité directivo del grupo Euroradioclassics. También tiene estrecha vinculación con la Orquesta Sinfónica de RTVE, de la que retransmite su temporada completa, y con otras entidades como la Orquesta y Coro Nacionales de España, la Orquesta Sinfónica de Barcelona y Nacional de Cataluña, la Fundación Juan March o el Gran Teatro del Liceo de quienes retransmite conciertos en directo.
- Parrilla de programación.

## Programas
- Lista de programas.

## Dirección
- Enrique Franco Manera (1965-1982)
- Arturo Reverter (1982-1986)
- José María Quero (1986-1989)
- Arturo Reverter y Gutiérrez de Terán (1990)
- Miguel Alonso Gómez (1991)
- Adolfo Gross Bolín (1992-2003)
- José Manuel Berea Flórez (2004-2008)
- Fernando Palacios (2008-2010)
- Ana María Vega Toscano (2010-2014)
- Carlos Sandúa (2014-2024)
- Jon Mirena Bandrés Bengoechea (2024-2025)[19]

- Eva Sandoval Díez (2025-presente)

## Frecuencias

### FM

#### Andalucía
- Algeciras: 94.0 FM
- Almería: 92.4 FM
- Antequera: 92.9 FM
- Baza: 97.3 FM
- Cabra: 89.5 FM
- Cádiz: 94.5 FM
- Córdoba: 97.5 FM
- El Ejido: 98.3 FM
- Granada: 96.4 FM
- Granada/Íllora: 91.1 FM
- Guadalcanal: 90.6 FM
- Huelva: 92.6 FM
- Huércal-Overa: 94.4 FM
- Jaén: 90.0 FM
- Málaga: 98.1 y 99.2 FM
- Ronda: 99.3 FM
- Santa Eufemia: 95.3 FM
- Sevilla: 93.7 FM
- Sierra de Lújar: 90.4 FM
- Torrox: 95.6 FM

#### Aragón
- Alcañiz: 93.7 FM
- Arguis: 88.1 FM
- Barbastro: 97.4 FM
- Caspe: 99.0 FM
- Ejea de los Caballeros: 98.9 FM
- Fraga: 96.3 FM
- La Muela: 90.9 FM
- Montalbán: 92.7 FM
- Peracense: 98.1 FM
- Santa Cruz de la Serós: 94.4 FM
- Sierra de Javalambre: 90.0 FM
- Sierra de Vicort: 92.4 FM
- Teruel: 89.2 FM
- Zaragoza: 92.5 FM

#### Asturias
- Avilés: 87.9 FM
- Boal: 97.8 FM
- Cangas del Narcea: 99.0 FM
- Cangas de Onís: 92.5 FM
- Gijón: 98.5 FM
- Llanes: 93.4 FM
- Luarca: 93.8 FM
- Oviedo: 96.0 FM
- Panes: 96.4 FM
- Quirós: 92.2 FM
- San Martín del Rey Aurelio: 96.7 FM
- San Antolín de Ibias: 98.7 FM
- Villanueva de Oscos: 104.0 FM

#### Canarias
- Antigua: 96.0 FM
- Arrecife: 94.9 FM
- El Paso: 104.5 FM
- Fuencaliente de La Palma: 96.7 FM
- Haría: 106.5 FM
- La Frontera: 93.9 FM
- Las Palmas de Gran Canaria: 95.1 FM
- Los Cristianos: 92.6 FM
- Maspalomas: 99.1 FM
- Observatorio del Teide: 96.2 FM
- Puerto del Rosario: 87.7 FM
- Santa Cruz de La Palma: 96.1 FM
- Santa Cruz de Tenerife: 102.1 FM
- Vallehermoso: 101.8 FM
- Valverde: 97.0 FM

#### Cantabria
- Castro Urdiales: 92.5 FM
- Guriezo: 91.5 y 94.4 FM
- Potes: 100.9 FM
- Puentenansa: 90.5 FM
- Reinosa: 94.0 FM
- Santander: 93.0 FM
- Torrelavega: 97.9 FM
- Valderredible: 96.7 FM

#### Castilla-La Mancha
- Albacete: 93.6 FM
- Alcaraz: 91.3 FM
- Algora: 89.8 FM
- Almansa: 98.6 FM
- Campillo de Altobuey: 94.7 FM
- Ciudad Real: 92.8 FM
- Cuenca: 93.0 FM
- Guadalajara: 93.5 FM
- Hellín: 92.3 FM
- Herencia: 89.8 FM
- Higueruela: 99.5 FM
- La Almarcha: 100.6 FM
- Molina de Aragón: 94.9 FM
- Munera: 103.4 FM
- Priego: 96.8 FM
- Puebla de Almenara: 93.5 FM
- Puertollano: 99.1 FM
- Segurilla: 105.6 FM
- Sigüenza: 107.0 FM
- Toledo: 103.9 FM
- Talavera de la Reina: 105.6 FM
- Valdepeñas: 95.5 FM

#### Castilla y León
- Aranda de Duero: 92.7 FM
- Arenas de San Pedro: 90.3 FM
- Ávila: 92.0 FM
- Béjar: 101.6 FM
- Bembibre: 93.0 FM
- Benavente: 91.3 FM
- Burgos: 90.4 FM
- Cervera de Pisuerga: 94.8 FM
- Covaleda: 93.2 FM
- El Barco de Ávila: 99.6 FM
- El Burgo de Osma: 98.3 FM
- Espinosa de los Monteros: 93.4 FM
- Guardo: 105.6 FM
- León: 91.1 FM
- Medinaceli: 97.5 FM
- Miranda de Ebro: 92.0 FM
- Ólvega: 92.2 FM
- Palencia: 101.0 FM
- Puebla de Sanabria: 103.5 FM
- Salamanca: 88.1 FM
- Peña de Francia: 92.4 FM
- San Leonardo de Yagüe: 99.6 FM
- San Pedro Manrique: 99.3 FM
- Soria: 91.5 FM
- Valladolid: 93.1 FM
- Valle de Mena: 99.6 FM
- Villablino: 89.0 FM
- Villadiego: 102.3 FM
- Villafranca del Bierzo: 89.7 FM
- Zamora: 96.7 FM

#### Cataluña
- Barcelona: 93.0 FM
- Bosost: 100.5 FM
- Collsuspina: 97.9 FM
- Gerona: 91.1 FM
- Igualada: 90.9 FM
- Lérida: 89.2 FM
- Manresa: 90.3 FM
- Olot: 94.7 FM
- Palafrugell: 101.0 FM
- Pont de Suert: 94.9 FM
- Puigcerdá: 97.0 FM
- Roquetas: 96.6 FM
- San Pedro de Ribas: 95.2 FM
- Soriguera: 103.6 FM
- Tarragona/Reus: 91.5 FM
- Valle de Arán: 87.7 FM
- Viella y Medio Arán: 96.2 FM

#### Ceuta
- Ceuta: 100.8 FM

#### Comunidad de Madrid
- Collado Villalba: 98.8 FM
- Madrid: 96.5 FM

#### Comunidad Valenciana
- Alcoy: 92.3 FM
- Alicante: 99.4 FM
- Benidorm: 97.8 FM
- Castellón de la Plana: 90.3 FM
- Confrides: 88.6 FM
- Elda: 88.1 FM
- Jeresa: 99.3 FM
- Onteniente: 96.7 FM
- Santa Pola: 100.1 FM
- Utiel: 96.6 FM
- Valencia: 106.6 FM
- Villena: 97.1 FM

#### Extremadura
- Badajoz: 90.1 FM
- Cáceres: 101.7 FM
- Llerena: 93.7 FM
- Mérida: 94.6 FM
- Montánchez: 97.7 FM
- Plasencia: 99.0 FM
- Zafra: 100.2 FM

#### Galicia
- Carballo: 101.4 FM
- Castrelo del Valle: 98.4 FM
- El Barco de Valdeorras: 96.4 FM
- La Coruña: 91.6 FM
- Lugo: 88.2 FM
- Finisterre: 98.4 FM
- Orense: 97.2 FM
- Parada de Sil: 91.2 FM
- Piedrafita del Cebrero: 92.6 FM
- Pontevedra: 88.3 FM
- Ribadeo: 99.7 FM
- Santiago de Compostela: 98.1 FM
- Sierra del Gistral: 96.3 FM
- Vigo: 92.1 FM
- Vimianzo: 97.3 FM

#### Islas Baleares
- Alcudia: 95.4 FM
- Buñola/Mallorca: 87.9 FM
- San José/Ibiza: 104.0 FM
- Mercadal/Menorca: 97.1 FM

#### La Rioja
- Calahorra:  106.8 FM
- Cervera del Río Alhama: 97.3 FM
- Logroño: 88.5 FM

#### Melilla
- Melilla: 107.6 FM

#### Navarra
- Bozate: 99.0 FM
- Estella: 101.2 FM
- Irañeta: 100.0 FM
- Isaba: 95.1 FM
- Lapoblación: 88.1 FM
- Leiza: 91.9 FM
- Lesaca: 94.8 FM
- Monasterio de Leyre: 101.0 FM
- Monreal: 97.5 FM
- Ochagavía: 93.4 FM
- Pamplona: 97.1 FM
- Roncesvalles: 93.8 FM
- Tudela: 102.2 FM
- Zudaire: 91.9 FM

#### País Vasco
- Beasáin: 98.4 FM
- Bermeo: 93.9 FM
- Bilbao: 90.6 FM
- Cenarruza-Puebla de Bolívar: 105.3 FM
- Éibar: 98.7 FM
- Irún/Jaizquíbel: 90.0 FM
- Legazpia: 97.6 FM
- San Sebastián: 99.5 FM
- Tolosa: 98.8 FM
- Vergara: 104.9 FM
- Vitoria: 96.9 FM

#### Región de Murcia
- Águilas: 97.1 FM
- Caravaca de la Cruz: 88.4 FM
- Cartagena: 94.5 FM
- Cieza: 93.4 FM
- Jumilla: 93.1 FM
- Sierra de Carrascoy: 98.2 FM
- Yecla: 93.4 FM

### DAB/DAB+
- Barcelona: 11B 218.64 MHz (DAB)
- Bilbao, Pamplona y Santa Cruz de Tenerife: 10C 213.360 MHz (DAB+)
- Madrid: 11B 218.64 MHz (DAB)
- Málaga: 9D 208.064 MHz (DAB+)
- Murcia: 9C 206.352 MHz (DAB+)
- Sevilla, Castellón y Valencia: 9A 202.928 MHz (DAB+)

### TDT
- Red de cobertura estatal: RGE2

## Logotipos

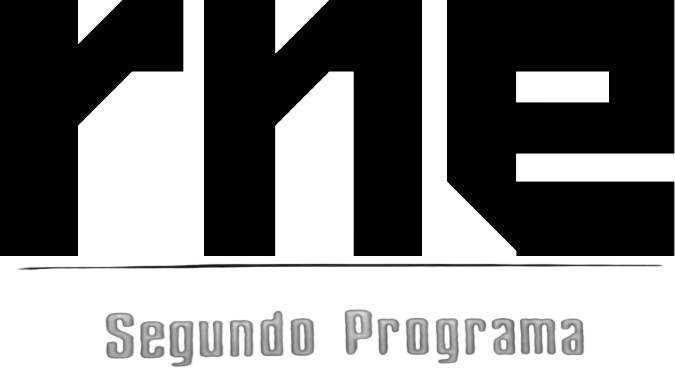
Logo del Segundo Programa de RNE entre 1965 y 1971.
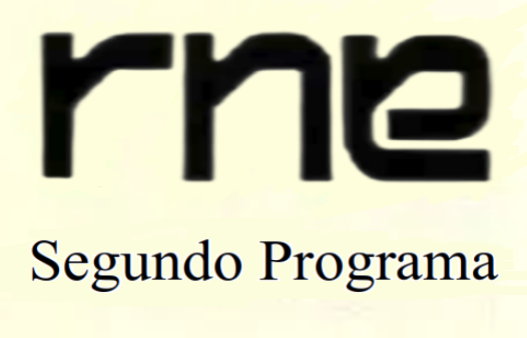
Logo utilizado entre 1971 y 1976[20][21] y entre 1978 y 1981.
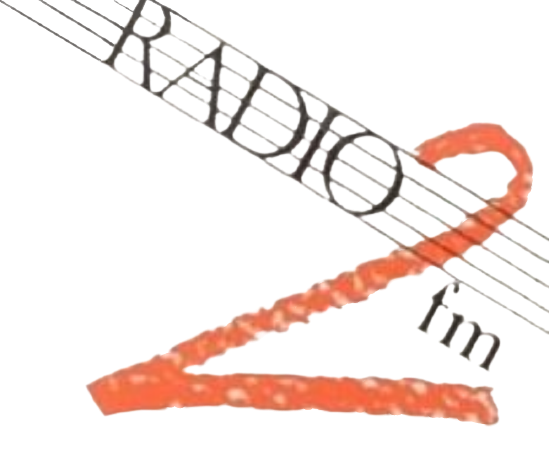
Logo de Radio 2 FM entre 1981 y 1988.
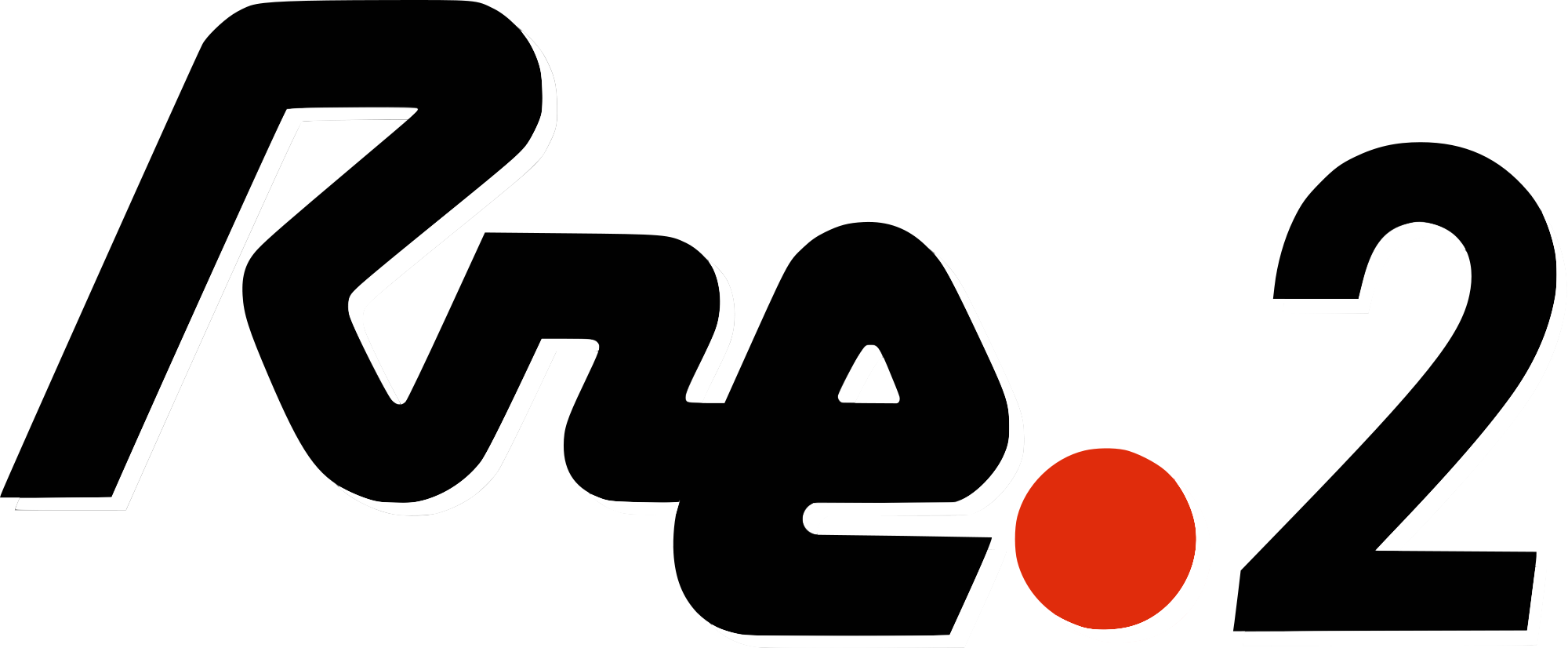
Logo de Radio 2 entre 1988 y 1989, y entre 1991 y 1994.
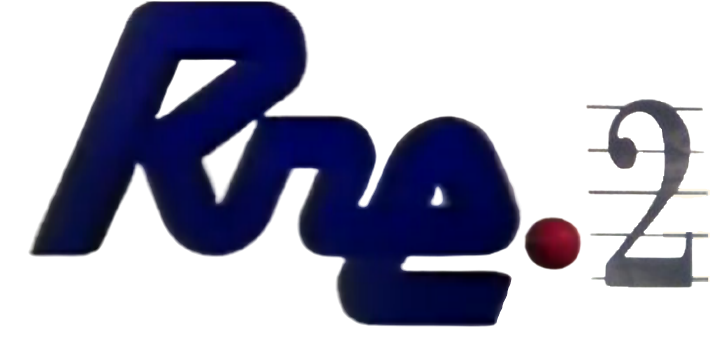
Logo de Radio 2 con pentagrama entre 1989 y 1991.
Logo de Radio Clásica entre 1994 y 1999.
Logo entre 1999 y 2008.
Logo desde 2008.
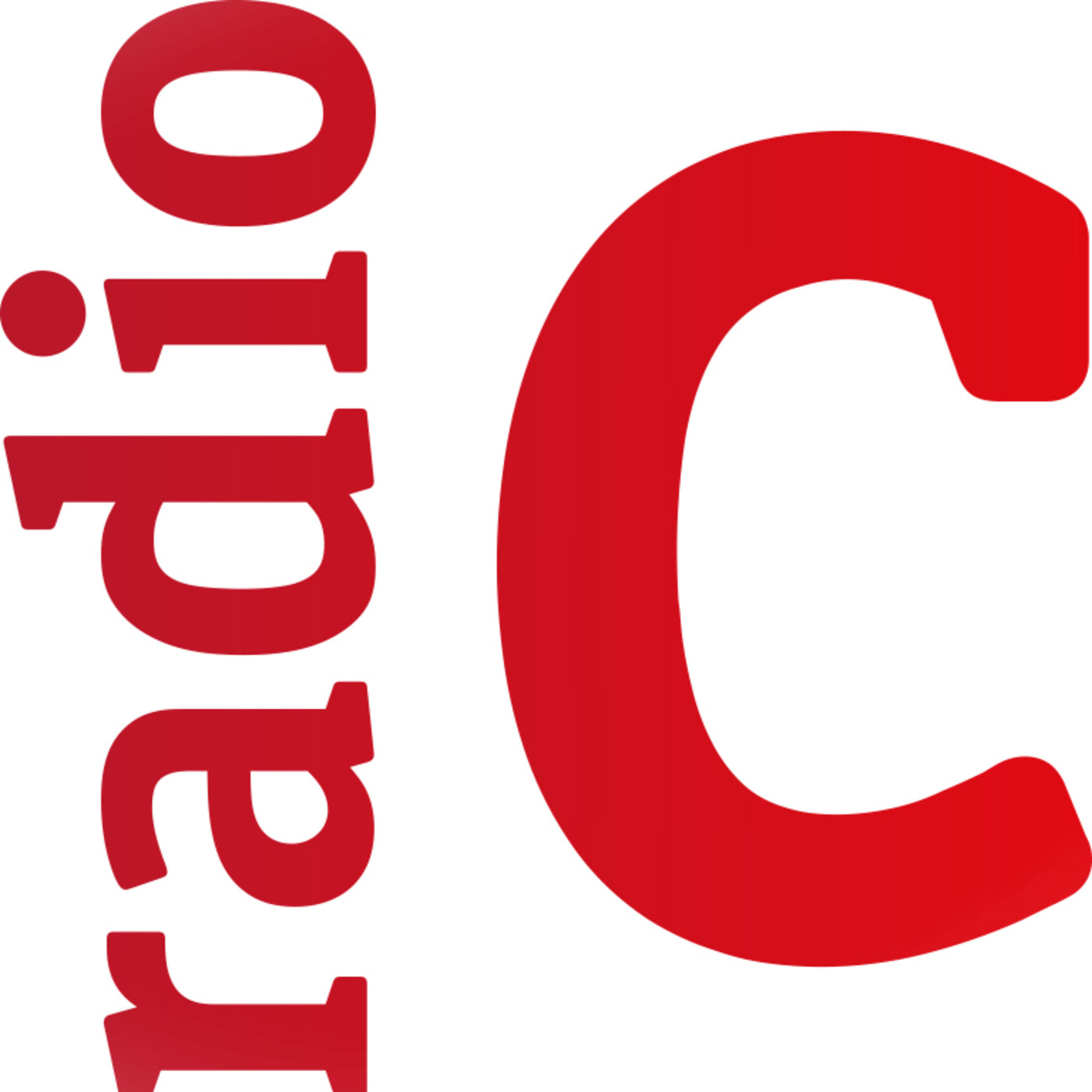
Logo desde 2016.